# Wiedźmin (film)
Wiedźmin – polski film fantasy z 2001 roku w reżyserii Marka Brodzkiego. Film jest adaptacją opowiadań o Wiedźminie polskiego pisarza fantasy, Andrzeja Sapkowskiego.
Scenariusz napisał Michał Szczerbic. Rolę tytułową powierzono Michałowi Żebrowskiemu. Muzykę skomponował Grzegorz Ciechowski.
Film został stworzony jako dodatkowy efekt prac nad serialem telewizyjnym, którego premiera miała miejsce jesienią 2002 roku.

## Fabuła
Wiedźmin Geralt z Rivii, zwany również ze względu na białe włosy Białym Wilkiem, jak wszyscy przedstawiciele wiedźmińskiego fachu ma za zadanie zwalczać zagrażające ludziom potwory. Kiedy przez przypadek ratuje życie władczyni Cintry – Calanthe i jej obdarzonej magicznymi zdolnościami córce Pavetcie, królowa z wdzięczności zabiera go na swój dwór. Geralt bierze udział w uczcie, w czasie której ma zostać postanowiony ożenek Pavetty z jednym ze szlachetnie urodzonych panów.
Uroczystość niespodziewanie zakłóca pojawienie się zakutego w stal rycerza, zwącego siebie Jeżem, który twierdzi, że ma wyłączne prawa do ręki księżniczki. Powołuje się przy tym na stare Prawo Niespodzianki, wyjaśniając, że kilkanaście lat wcześniej uratował życie ojcu Pavetty i w zamian zażądał czegoś, czego władca nie spodziewał się zastać w domu po powrocie. Król zgodził się, nie wiedząc, że jego żona oczekuje dziecka – niespodzianki. Gdy Jeż, dziękując Geraltowi za uratowanie życia, oferuje mu wszystko, czego ten sobie zażyczy, wiedźmin również postanawia skorzystać z Prawa Niespodzianki. Wkrótce Pavetta wyjawia, że jest brzemienna. Odtąd życie Geralta będzie już na zawsze nierozerwalnie związane z Ciri – córką Pavetty i Jeża.

## Obsada
- Michał Żebrowski – Geralt z Rivii, wiedźmin
- Maciej Łagodziński – młody Geralt
- Zbigniew Zamachowski – Jaskier
- Grażyna Wolszczak – Yennefer
- Ewa Wiśniewska – Królowa Calanthe
- Jerzy Nowak – Vesemir
- Kinga Ilgner – Renfri
- Andrzej Chyra – Borch Trzy Kawki
- Karolina Gruszka – Morenn
- Anna Dymna – Nenneke
- Maciej Kozłowski – Falvick
- Agata Buzek – Pavetta
- Agnieszka Sitek – Adela
- Marta Bitner – Ciri
- Maria Peszek – Iola
- Dorota Kamińska – Eithne
- Rafał Królikowski – Niedamir
- Jacek Kadłubowski – Osbert
- Lech Dyblik – Kozłolud
- Daniel Olbrychski – Filavandrel, król elfów
- Mirosław Zbrojewicz – Sorel (Asser)
- Wojciech Duryasz – stary wiedźmin
- Magdalena Warzecha – Visenna
- Rafał Mohr – Tailles
- Dariusz Jakubowski – Jeż z Erlenwaldu
- Bronisław Wrocławski – czarodziej Istredd
- Olgierd Łukaszewicz – czarodziej Stregobor
- Marek Walczewski – Eyck z Densle
- Marian Glinka – Rębacz Boholt
- Kamila Salwerowicz – kapłanka
- Andrzej Szenajch – druid
- Wojciech Billip – łaziebny
- Dariusz Biskupski – Cykada
- Waldemar Kotas – karczmarz z Erlenwaldu
- Karol Stępkowski − szambelan na zamku w Cintrze
- Zdzisław Szymborski – medyk
- Dariusz Siastacz – bard Drogodar na uczcie w Cintrze
- Jarosław Boberek – Yarpen Zigrin
- Tomasz Zaliwski – wójt z Blaviken
- Janusz Chabior – zbir
- Jerzy Schejbal – Vissegerd
- Mariusz Krzemiński – posłaniec

## Ekipa
- Reżyseria – Marek Brodzki
- Współpraca reżyserska – Krzysztof Maj, Marcin Szczerbic, Marek Cydorowicz, Weronika Migoń
- Scenariusz – (Michał Szczerbic wycofał swoje nazwisko z czołówki filmu), Marek Brodzki, Lew Rywin
  - na podstawie książki Andrzeja Sapkowskiego „Wiedźmin”
- Zdjęcia – Bogdan Stachurski
  - Operator kamery – Tomasz Kuzio
  - Współpraca operatorska – Krzysztof Ciołkowski, Cezary Busiło, Bogusław Dąbrowski
- Muzyka – Grzegorz Ciechowski
- Montaż – Wanda Zeman
- Dźwięk – Wiesław Znyk
- Scenografia – Ewa Przybył, Andrzej Przybył
  - Współpraca scenograficzna – Andrzej Kowalczyk, Włodzimierz Szyrle, Agata Loth
  - Oświetlenie – Marek Wojciechowski, Marek Baprawski, Tomasz Baprawski, Dariusz Burdziak, Zbigniew Brudziński, Sławomir Lenard
- Kostiumy – Małgorzata Stefaniak, Ewa Helman
- Charakteryzacja – Dariusz Krysiak, Maria Ewa Dziewulska
- Casting – Ewa Brodzka
- Producent wykonawczy – Michał Szczerbic
- Produkcja – Lew Rywin

## Produkcja
- Okres zdjęciowy: 21 lipca 2000 – 14 marca 2001 (ponad 150 dni zdjęciowych).
- Plenery: Góry Świętokrzyskie, Karkonosze, okolice Malborka, Kielc (kamieniołom Kadzielnia), Warszawy, Kazuń Nowy k. Modlina, zamek w Gniewie, Bolków (od 13 lutego), zamek Grodziec (druga połowa lutego), Czersk (zamek), Tokarnia (Park Etnograficzny), Bolechowice k. Kielc (kamieniołom), zamek Ogrodzieniec.
- W filmie znalazły się komputerowe efekty specjalne i walki koordynowane przez mistrza aikido, Jacka Wysockiego.
- Aby wszystkie pojedynki wyglądały przekonująco na ekranie, Michał Żebrowski ćwiczył sztuki walki pod okiem Wysockiego przez siedem miesięcy po sześć godzin dziennie; aby maksymalnie uatrakcyjnić sceny walki wiedźmin nie posługuje się tak, jak u Sapkowskiego półtoraręcznym mieczem, lecz japońską kataną.
- Na kilka dni przed premierą scenarzysta Michał Szczerbic wycofał się z projektu i nie zgodził się na umieszczenie jego nazwiska w napisach końcowych. Za powód podał to, że twórcy rzekomo zbyt odbiegli od jego scenariusza. Wiedźmin był pierwszym polskim filmem od czasu Wirusa, w którym nie podano oficjalnie w napisach końcowych nazwiska scenarzysty. Mimo ewakuacji z tonącego statku krytyka nie pozostawiła na nim suchej nitki, obwiniając go o klapę projektu.[potrzebny przypis]
- Podczas kręcenia filmu ekipa napotkała sprzeciw fanów twórczości Andrzeja Sapkowskiego, którzy założyli „Komitet Obrony Jedynie Słusznego Wizerunku Wiedźmina”. Na ich stronie internetowej ogłosili protest przeciwko obsadzeniu głównych ról przez Michała Żebrowskiego i Grażynę Wolszczak. Pod protestem podpisało się 650 osób, ale nie wpłynął on na produkcję filmu.

## Nagrody
- 2002 – Grzegorz Ciechowski, Najlepsza muzyka filmowa Orzeł
- 2002 – Anna Dymna (nominacja) Orzeł najlepsza główna rola kobieca
- 2002 – (nominacja) Orzeł najlepszy montaż
- 2002 – Małgorzata Stefaniak, (nominacja) Orzeł najlepsze kostiumy
- 2001 – Michał Żebrowski, (nominacja) Orzeł najlepsza główna rola męska